# Звонецький Хутір
Звоне́цький Ху́тір — село в Україні, у Солонянській селищній громаді Дніпровського району Дніпропетровської області. Населення станом на 2021 рік — 367 мешканців.

## Географія
Село Звонецький Хутір знаходиться на берегах річки Суха Сура, вище за течією на відстані 1 км розташоване село Оріхове, нижче за течією на відстані 0,5 км розташоване село Василівка. Річка в цьому місці пересихає, на ній зроблено кілька загат.

## Історія
Дата заснування — 1860-ті. Село засноване переселенцями з села Звонецьке.

## Населення

### Мова
Розподіл населення за рідною мовою за даними перепису 2001 року:
| Мова                | Відсоток |
| ------------------- | -------- |
| українська          | 95,1 %   |
| російська           | 4,4 %    |
| інші/не визначилися | 0,5 %    |

## Об'єкти соціальної сфери
- Школа.
- Фельдшерсько-акушерський пункт.
- Стадіон.
- Магазин

## Пам'ятки
- Скіфський курган (геодезичний пункт).
- Школа і футбольний стадіон — під час німецько-радянській війні знаходився нацистський шпиталь і кладовище відповідно.